# Wawrzyniec Gałaj
Wawrzyniec Gałaj (ur. w 1879 lub 1880 we wsi Hulanka w powiecie Kutno, zm. 26 września 1934 w Suwałkach) – polski działacz społeczny i samorządowy, aktywny w okresie międzywojennym w Suwałkach, prezydent Suwałk. 

## Życiorys
Był synem Bonawentury, od czasu I wojny światowej mieszkał w Suwałkach i prowadził w mieście zakład fryzjerski. Aktywista ruchu socjalistycznego. W listopadzie 1918 wchodził w skład Tymczasowej Rady Obywatelskiej Suwalszczyzny jako reprezentant Polskiej Partii Socjalistycznej. W grudniu 1918 był w składzie Tymczasowej Rady Miejskiej, w 1920 objął funkcję wiceprzewodniczącego Rady; z funkcji zrezygnował na początku 1921 i przeszedł z rekomendacji PPS na stanowisko wiceprezydenta Suwałk. 
Od października 1927 był prezydentem miasta, angażując się w zwalczanie skutków kryzysu gospodarczego, przede wszystkim bezrobocia. Mimo nacisków władz wojewódzkich o zaprzestanie działalności w PPS ze względu na wykonywanie funkcji prezydenta miasta, nadal działał w partii: był delegatem na XXI Kongres w Sosnowcu (listopad 1928), członkiem Rady Naczelnej (1928-1931), a także ubiegał się w marcu 1928 o mandat poselski w okręgu wyborczym w Grodnie (bez powodzenia). Miejskie stanowisko utracił w kwietniu 1934 i został zastąpiony przez zarządcę komisarycznego miasta.
Zmarł 26 września 1934 roku w Suwałkach.